# Saperda obliqua
Saperda obliqua là một loài bọ cánh cứng trong họ Cerambycidae.